# 윤재용 (배우)
윤재용(2005년 4월 3일 ~ )은 대한민국의 배우다.

## 방송
- 하자있는 인간들 (2019)
- 아무도 모른다 (2020) - 하민성 역
- 메이크 메이트 원 (2024)